# Henricia singularis
Henricia singularis är en sjöstjärneart som beskrevs av Alexander Michailovitsch Djakonov 1961. Henricia singularis ingår i släktet Henricia och familjen krullsjöstjärnor. Inga underarter finns listade i Catalogue of Life.